# Madame de Sévigné : Idylle familiale avec Bussy-Rabutin
Madame de Sévigné : Idylle familiale avec Bussy-Rabutin est un téléfilm français, diffusé la première fois le 3 avril 1979, réalisé par Gérard Pignol et Jacques Vigoureux et adapté du livre de Jean Orieux Bussy-Rabutin, le libertin galant homme.

## Synopsis
Durant l’été 1666, Madame de Sévigné apprend de son séjour breton du château des Rochers, que Bussy-Rabutin vient d'être libéré de la Bastille, ou il était emprisonné pour avoir raillé les mœurs de la cour dans son Histoire amoureuse des Gaules. À la fois cousins et grands épistoliers, ceux-ci mènent une étroite correspondance, dans laquelle sont évoqués événements et personnages qui font ou ont fait leurs vies respectives.

## Les réalisateurs
Ce téléfilm est la deuxième co-réalisation de Gérard Pignol et Jacques Vigoureux après Jean de La Fontaine. Gérard Pignol avait réalisé seul, en 1961 la série Le Dernier Petit Ramoneur. Jacques Vigoureux tournera quant à lui un dernier téléfilm en 1981 : Monsieur Vauban : Homme de guerre, homme de paix.

## Fiche technique
- Titre : Mme de Sévigné : Idylle familiale avec Bussy-Rabutin
- Réalisation : Gérard Pignol et Jacques Vigoureux
- Scénario : Gérard Pignol et Jacques Vigoureux
- Musique : Pierre Dutour
- Duels réglés par : Claude Carliez
- Production : TF1
- Année : 1979
- Pays :  France
- Date de première diffusion : 3 avril 1979

## Distribution
- Évelyne Grandjean : Madame de Sévigné
- Jean-Claude Bouillon : Roger de Bussy-Rabutin
- Marie-Georges Pascal : Louise de Bussy
- François Dunoyer : Charles de Sévigné
- Georges Caudron : Henri de Sévigné
- Isabelle Estel : Mlle de Sévigné
- Dorothée Jemma : Louise de Rouville
- Arièle Semenoff : Madame de Montglas
- Monique Lejeune : Madame de La Baume
- Clémentine Yelnik : Madame de Sévigné jeune
- Robert Lombard : L'abbé de Livry
- Michel Berreur : Le chevalier d'Albert